# Gonghe (köpinghuvudort i Kina, Heilongjiang Sheng, lat 47,34, long 126,63)
Gonghe (kinesiska: 共合, 共合镇) är en köpinghuvudort i Kina. Den ligger i provinsen Heilongjiang, i den nordöstra delen av landet, omkring 180 kilometer norr om provinshuvudstaden Harbin. Antalet invånare är 32 917. Befolkningen består av 16 251 kvinnor och 16 666 män. Barn under 15 år utgör 13,0 %, vuxna 15-64 år 79 %, och äldre över 65 år 7,0 %.
Runt Gonghe är det ganska tätbefolkat, med 149 invånare per kvadratkilometer. Närmaste större samhälle är Qianjin, 15,2 km öster om Gonghe. Trakten runt Gonghe består till största delen av jordbruksmark.
Genomsnittlig årsnederbörd är 913 millimeter. Den regnigaste månaden är juli, med i genomsnitt 286 mm nederbörd, och den torraste är januari, med 8 mm nederbörd.